# Merulina
Merulina is een geslacht van neteldieren uit de klasse van de Anthozoa (bloemdieren).

## Soorten
- Merulina ampliata (Ellis & Solander, 1786)
- Merulina rotunda Nemenzo, 1959
- Merulina scabricula Dana, 1846
- Merulina scheeri Head, 1983
- Merulina triangularis (Veron & Pichon, 1980)